# Chomotla
Chomotla är en ort i Mexiko.   Den ligger i kommunen Tuxpan och delstaten Veracruz, i den sydöstra delen av landet, 240 km nordost om huvudstaden Mexico City. Chomotla ligger 9 meter över havet och antalet invånare är 142.
Terrängen runt Chomotla är platt. Runt Chomotla är det ganska tätbefolkat, med 120 invånare per kvadratkilometer. Närmaste större samhälle är Tuxpan de Rodríguez Cano, 7,8 km nordost om Chomotla. Trakten runt Chomotla består till största delen av jordbruksmark.